# 아시안 게임
아시안 게임(Asian Games, 아시아 경기 대회, 아시아드)은 4년마다 열리는 아시아의 국가들을 위한 종합 스포츠 대회이다. 현재 아시안 게임은 아시아 올림픽 평의회가 국제 올림픽 위원회의 감독 아래 주관하고 있다. 각 종목마다 메달이 수여되고 있으며, 1950년에 시작된 전통을 따라 1등은 금메달, 2등은 은메달, 3등은 동메달이 선수에게 수여된다. 대륙별 대회 중 유일하게 짝수 년도에 개최한다.
선수들은 각자 본국의 올림픽 위원회에 의해 선발된다. 예를 들어 대한민국 국적의 선수는 대한체육회를 거쳐 아시안 게임에 출전하게 된다. 흔히 선수의 국가와 국기가 메달 시상식에 쓰이며, 각 나라의 메달 현황을 보여주는 표도 쓰인다. 원칙적으로는 국제적으로 인정된 국가만 참여하지만, 몇몇 비독립 국가도 참여를 한다. 인도, 인도네시아, 일본, 필리핀, 스리랑카, 싱가포르, 태국의 7개국은 대회 역사상 한 번도 빠짐없이 참가하고 있다.
한편, 1973년 병역특례제가 시행될 당시 동메달 이상이어야 병역혜택을 받을 수 있었으나 선수 기량 향상과 입상자 급증 때문에 1990년 4월부터 금메달로 축소됐다.

## 역사
아시안 게임은 아시아 각 국민들의 우호 증진 및 세계 평화의 기여를 목적으로, 제2차 세계대전 이전의 극동 선수권 대회와 서아시아 경기 대회를 통합하여 창설한 것이다. 1948년, 런던 올림픽이 열리는 동안에 대한민국을 비롯한 필리핀·버마·인도·자유중국·스리랑카 등 총 6개국이 모여 4년 마다 한 번씩 개최하기로 결정하였다.

### 극동 선수권 대회
극동 선수권 대회는 일본과 필리핀, 중화민국(당시 중국) 간의 화합과 협력을 위해 창설된 대회였다. 첫 회는 1913년 필리핀 마닐라에서 개최됐으며, 후에 다른 동아시아 국가들이 참여했다. 그러나 이 대회는 1938년 일본의 중국 침략과 필리핀 합병으로 인해 태평양에 제2차 세계 대전이 발발함에 따라 막을 내렸다.

### 아시안 게임의 탄생
제2차 세계 대전 이후 아시아 국가들이 독립하기 시작했다. 아시아의 신생 독립국들은 무력이 작용하지 않으면서 상호간의 이해로 발전할 새로운 종류의 경쟁을 원했다. 1948년 8월, 영국 런던에서 열린 제14회 하계 올림픽 경기 중에, 인도의 IOC 위원인 두트 손디는 아시아의 스포츠 선구자들에게 아시안 게임에 관한 논의를 하자고 제안했다. 이에 따라 참가국 중 대한민국·필리핀·미얀마 (당시 버마)·인도·중화인민공화국 (당시 중화민국)·스리랑카 (당시 실론 연맹)의 6개국이 대회를 개최할 것을 합의하였다. 1949년 몇몇 나라가 더 참가하여 아시아 선수권 연맹을 창시하여 아시아 경기 대회를 개최할 것을 합의하여, 1950년 인도 뉴델리에서 제1회 대회를 개최하기로 하였다. 그러나, 대회 준비 미흡과 복잡한 국내외 사정에 따라 제1회 대회는 1년 연기된 1951년 열렸다. 제1회 대회는 한국 전쟁으로 대한민국이 불참하고 일본 등 11개국이 참여하였다.

### 동맹의 재편성
아시아 여러 나라의 참가가 이어지면서 회를 거듭하면서 참가국이 늘어나고 대회 규모도 확대되었다. 그러나 회원국들 사이의 정치적 대립으로 대회는 많은 어려움을 겪었다. 1962년 인도네시아 자카르타에서 열린 제4회 대회에서는 아랍 국가들이 이스라엘의 출전을 반대하여 이스라엘과 중화인민공화국과의 갈등문제로 중화민국이 참가하지 못했고, 중화인민공화국 역시 참가하지 못하였다. 이후 이 문제는 이스라엘과 중화민국 참가 문제로 인해 논란이 계속되었다. 1966년 태국 방콕에서 열린 제5회 대회에 이스라엘과 중화민국이 참가하자 아랍 국가들이 대회를 보이콧했다. 이스라엘은 제8회 대회부터 아랍 국가들이 중심이 되어 아시아 경기 연맹에서 축출되어 이후 유럽 올림픽 위원회로 옮겨 아시안 게임 참가 자격을 완전히 상실했다. 이스라엘은 2015년부터 유러피언 게임에 참가하고 있다. 중화인민공화국과 명칭 문제로 갈등을 빚었던 중화민국은 이후 중화 타이베이라는 이름으로 재가입하여 제11회 대회부터 참가하기 시작하였다.
개최지 문제도 잡음이 계속되었는데, 1970년 제6회 대회는 대한민국 서울에서 열릴 예정이었으나 조선민주주의인민공화국과 위협이 있었으며, 1978년 파키스탄 이슬라마바드에서 열릴 예정이던 제8회 대회는 인도·방글라데시와의 대립이 개최지 변경의 중요한 이유가 되었다. 결국 이들 두 대회는 아랍 산유국을 중심으로 한 재정 지원으로 태국 방콕으로 개최지를 옮겨 열렸다.
이러한 혼란과 대립 속에서 1980년대 들어 아시안 게임은 큰 성장을 이룩하게 되었다. 대회 발전을 위한 상설 기구로 아시아 올림픽 평의회를 창설하기로 합의하였고, 1982년 인도 뉴델리에서 열린 제9회 대회를 끝으로 상설 기구로 전환되어 아시아 올림픽 평의회가 대회를 주관하게 되었다. 1986년 대한민국 서울에서 열린 제10회 대회에서는 조선민주주의인민공화국 등 여러 공산주의 국가들이 불참하여 또다시 정치적 논란의 대상이 되었으나, 중화인민공화국만은 참가하여 좋은 성적을 거두는 등 대회는 양적·질적으로 더욱 성장하였다. 이후 조선민주주의인민공화국은 부산에서 열린 제14회 대회와 인천에서 열린 제17회 대회에 참여하였다.

### 아시안 게임의 확장
1991년 소비에트 연방이 붕괴되면서, 지리적으로 아시아에 속하는 독립국이 된 카자흐스탄, 키르기스스탄, 타지키스탄, 투르크메니스탄, 우즈베키스탄이 아시아 올림픽 평의회에 가입했다. 이들 5개국은 1994년 일본 히로시마에서 열린 제12회 대회에 처음 참여했으며, 문화적·민족적 문제 등으로 일부 국가들이 이들 국가 참여를 반대하기도 했으나, 결과적으로 구 소련의 스포츠 전통을 이어받은 이들 국가의 참여로 경기력 향상이라는 긍정적인 결과를 가져왔다. 2006년 카타르 도하에서 열린 제15회 대회에서는 45개국의 39개 종목 15,000여 명의 선수가 참가하는 대규모 대회로 성장했다. 한편 이 대회에 오세아니아의 오스트레일리아가 참가 신청을 했으나 아시아 올림픽 평의회 의장인 셰이크 아메드 알 파드는 이를 거부하였다. 그는 오스트레일리아의 아시안 게임 참여가 아시안 게임의 질적 향상을 가져올 수는 있지만, 오세아니아에 속한 국가의 국가 올림픽 위원회에게는 공정하지 못한 처사라고 비판하였다.

## 개최지

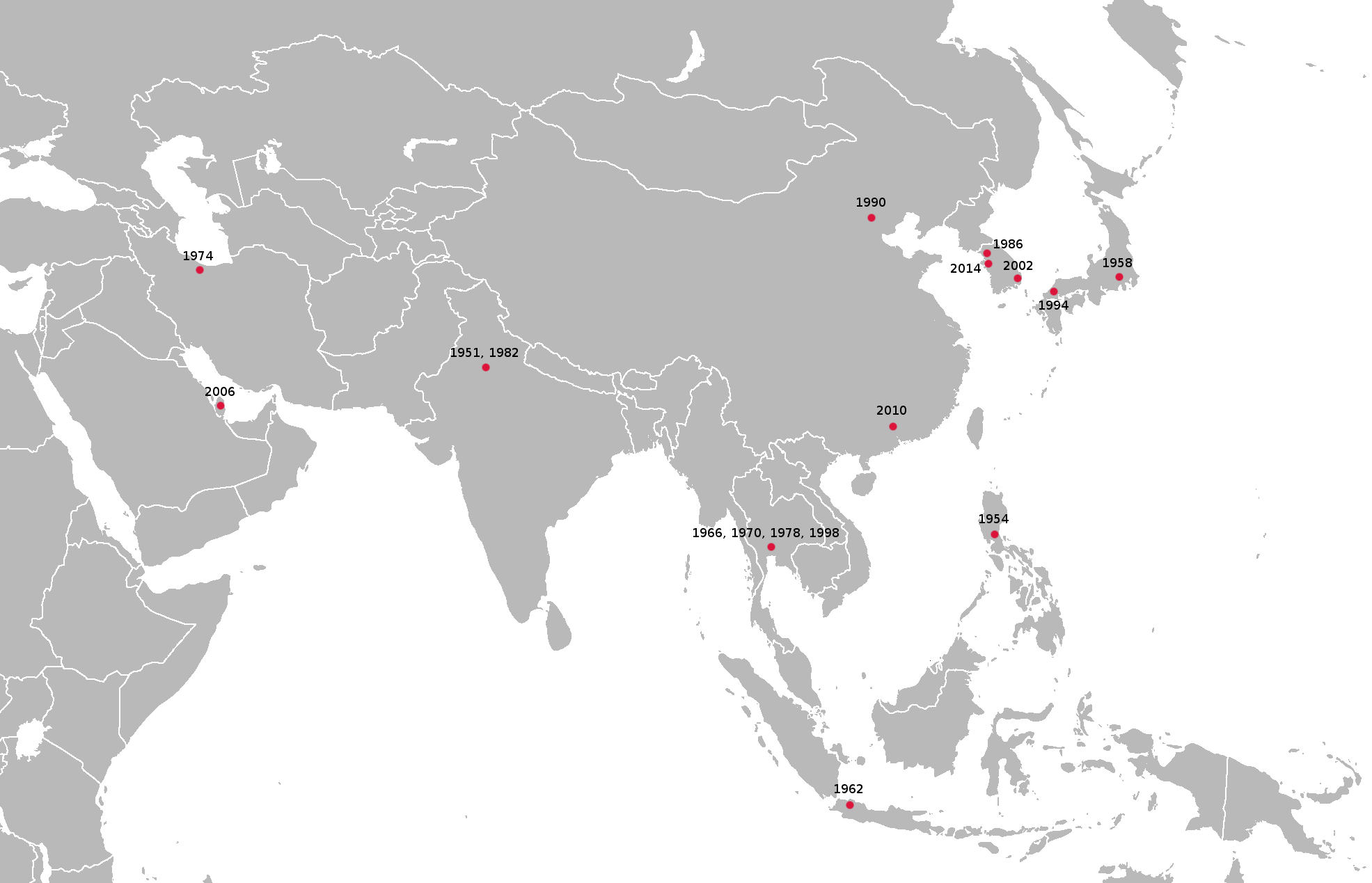
2018년 아시안 게임의 개최지를 포함한 역대 하계 아시안 게임 개최지. 총 13곳의 도시가 유치하였다.

### 하계 아시안 게임
| 구분               | 회 | 개최 도시         | 개최국         |
| ------------------ | -- | ----------------- | -------------- |
| 1951년 아시안 게임 | 1  | 뉴델리            | 인도           |
| 1954년 아시안 게임 | 2  | 마닐라            | 필리핀         |
| 1958년 아시안 게임 | 3  | 도쿄              | 일본           |
| 1962년 아시안 게임 | 4  | 자카르타          | 인도네시아     |
| 1966년 아시안 게임 | 5  | 방콕              | 태국           |
| 1970년 아시안 게임 | 6  | 방콕              | 태국           |
| 1974년 아시안 게임 | 7  | 테헤란            | 이란           |
| 1978년 아시안 게임 | 8  | 방콕              | 태국           |
| 1982년 아시안 게임 | 9  | 뉴델리            | 인도           |
| 1986년 아시안 게임 | 10 | 서울              | 대한민국       |
| 1990년 아시안 게임 | 11 | 베이징            | 중화인민공화국 |
| 1994년 아시안 게임 | 12 | 히로시마          | 일본           |
| 1998년 아시안 게임 | 13 | 방콕              | 태국           |
| 2002년 아시안 게임 | 14 | 부산              | 대한민국       |
| 2006년 아시안 게임 | 15 | 도하              | 카타르         |
| 2010년 아시안 게임 | 16 | 광저우            | 중화인민공화국 |
| 2014년 아시안 게임 | 17 | 인천              | 대한민국       |
| 2018년 아시안 게임 | 18 | 자카르타 / 팔렘방 | 인도네시아     |
| 2022년 아시안 게임 | 19 | 항저우            | 중화인민공화국 |
| 2026년 아시안 게임 | 20 | 아이치현 / 나고야 | 일본           |
| 2030년 아시안 게임 | 21 | 도하              | 카타르         |
| 2034년 아시안 게임 | 22 | 리야드            | 사우디아라비아 |

### 동계 아시안 게임
| 구분                    | 회 | 개최 도시         | 개최국         |
| ----------------------- | -- | ----------------- | -------------- |
| 1986년 동계 아시안 게임 | 1  | 삿포로            | 일본           |
| 1990년 동계 아시안 게임 | 2  | 삿포로            | 일본           |
| 1996년 동계 아시안 게임 | 3  | 하얼빈            | 중화인민공화국 |
| 1999년 동계 아시안 게임 | 4  | 강원              | 대한민국       |
| 2003년 동계 아시안 게임 | 5  | 아오모리          | 일본           |
| 2007년 동계 아시안 게임 | 6  | 창춘              | 중화인민공화국 |
| 2011년 동계 아시안 게임 | 7  | 아스타나 / 알마티 | 카자흐스탄     |
| 2017년 동계 아시안 게임 | 8  | 삿포로            | 일본           |
| 2025년 동계 아시안 게임 | 9  | 하얼빈            | 중화인민공화국 |
| 2029년 동계 아시안 게임 | 10 | 네옴              | 사우디아라비아 |

## 참가국
| - 네팔 - 대한민국 - 동티모르 - 라오스 - 레바논 - 마카오 - 말레이시아 - 몰디브 - 몽골 - 미얀마 - 바레인 - 방글라데시 - 베트남 - 부탄 - 예멘 | - 브루나이 - 사우디아라비아 - 스리랑카 - 시리아 - 싱가포르 - 아랍에미리트 - 아프가니스탄 - 오만 - 요르단 - 우즈베키스탄 - 이라크 - 이란 - 인도 - 인도네시아 - 일본 - 조선민주주의인민공화국 | - 중화인민공화국 - 중화민국 - 카자흐스탄 - 카타르 - 캄보디아 - 쿠웨이트 - 키르기스스탄 - 타지키스탄 - 태국 - 투르크메니스탄 - 파키스탄 - 팔레스타인 - 필리핀 - 홍콩 |

## 경기 종목
| - 골프 - 가라테 - 근대5종 - 농구 - 다이빙 - 럭비 - 레슬링 - 롤러스케이트 - 무술 - 배구 - 배드민턴 - 복싱 - 볼링 - 사격 - 사이클 - 서핑 - 세팍타크로 - 수구 - 수영 - 수상스키 - 스케이트보드 - 스포츠클라이밍 - 스쿼시 - 승마 - 야구 - 양궁 - 역도 - 요트 - 우슈 - 유도 - 육상 - 정구 - 조정 - 체조 - 축구 - 카누 - 카바디 - 콘크랙트 브리지 - 탁구 - 태권도 - 테니스 - 트라이애슬론 - 펜싱 - 필드하키 - 핸드볼 - e스포츠 - 주짓수 | - 쇼트트랙 - 스피드스케이팅 - 아이스하키 - 컬링 - 피겨스케이팅 - 바이애슬론 - 스노보드 - 스키점프 - 알파인 스키 - 크로스컨트리 스키 - 프리스타일 스키 | - 당구 - 드래곤보트 - 댄스스포츠 - 무에타이 - 바둑 - 보디빌딩 - 소프트볼 - 샹치 - 인라인롤러 - 체스 - 크리켓 - 밴디 - 스키 오리엔티어링 |

## 같이 보기
- 장애인 아시안 게임
- 팬아메리칸 게임
- 올아프리카 게임
- 유러피언 게임
- 퍼시픽 게임